# Quello che cerchi
Quello che cerchi è un film del 2001 diretto da Marco Simon Puccioni.

## Trama
Impero, un piccolo investigatore privato, apparentemente prigioniero di un’incolore routine professionale e sentimentale, viene incaricato di indagare su Davide, un ragazzo che vive tra fabbriche abbandonate e centri sociali.
Questo incarico si distingue dai soliti perché Davide è  figlio di Francesco,  un amico di gioventù di Impero,  che ha sorpreso tutti trasformandosi in donna a 40 anni, e di Michéle primo amore dell’investigatore.
Il pedinamento risveglia in Impero il suo bisogno di paternità e un dubbio lo assale: Davide potrebbe essere suo figlio, solo Michéle, la madre del ragazzo potrebbe chiarirlo.
Una sera, nel corso di uno dei suoi pedinamenti, Impero assiste ad un attentato dimostrativo compiuto da Davide e compagni ai danni di un laboratorio di biotech. Durante l’azione Davide, normalmente non violento, ferisce una guardia giurata.
Impero,  fino a quel momento indifferente a tutto quello che lo circonda, torna sui suoi passi per aiutare il ragazzo.
Rosa, l’attuale compagna di Francesco, ora Francesca, si rivela però fondamentale per convincere il recalcitrante Davide a lasciarsi aiutare. È grazie a Rosa, sorprendente figura femminile di amante, madre e amica a tutto campo che i due uomini riescono finalmente ad incrociare le loro strade e partire per Napoli dove Impero ha degli amici che possono tenere nascosto il ragazzo finché le acque non si saranno calmate.
Le tappe del viaggio aprono le porte di altrettanti territori periferici che si schiudono davanti a Davide e Impero.  Dai rave infernali nei resti industriali di Torino al mondo dei nomadi di Firenze, giù fino a Roma dove Davide, in una fuga che improvvisamente si trasforma in una ricerca, vuole trovare Michéle,  la madre che non vede da quando era un bambino.
Giunti a Napoli,  la ricerca senza esito di Michéle avvicina il passivo Impero al fragile Davide.Soli, senza certezze,  l'investigatore e il ragazzo sono costretti a confrontare le loro rispettive richieste d’amore.

## Riconoscimenti
- 2003 - David di Donatello
  - Nomination miglior regista esordiente a Marco Simon Puccioni